# Andreas Borcholte
Andreas Borcholte (* 1970 in Hamburg) ist ein deutscher Film- und Musikkritiker, der seit 2001 als Ressortleiter Kultur für den Spiegel tätig ist.

## Leben
Der 1970 in Hamburg geborene Andreas Borcholte schrieb während seines Soziologie-Studiums an der Universität Hamburg als freier Journalist für diverse Zeitungen und Magazine wie Prinz, Gala und den Musikexpress. Nach dem Abbruch seines Studiums wurde er 1997 Musikredakteur bei der Hamburger Morgenpost, wo er die tägliche Pop-Seite betreute, danach Redakteur bei der deutschen Ausgabe des Rolling Stone. Seit Mai 2000 ist er Kulturredakteur bei Spiegel Online, seit Juni 2001 dortiger Ressortleiter Kultur.
In dieser Funktion schreibt er auch über Pop, Kino und Gesellschaftsthemen. In der Musik-Kolumne Abgehört, die er 2001 als Kulturressortleiter ins Leben rief, bespricht er wöchentlich neue Platten.
Im Jahr 2012 zog Borcholte nach Berlin und arbeitet seitdem als Autor im Spiegel-Hauptstadtbüro. Im November 2019 war Borcholte einer der Mitunterzeichner eines Aufrufs zum Schutz der Pressefreiheit. Dieser richtete sich gegen rechtsextreme Hetze gegen mehrere Journalisten und Journalistinnen. Anlass war der Aufruf der NPD zu einer Demonstration Ende November 2019 in Hannover gegen Journalisten und ihre kritische Berichterstattung.